# Dead Again (ER)
Dead Again is de tweede aflevering van het negende seizoen van de televisieserie ER, die voor het eerst werd uitgezonden op 3 oktober 2002.

## Verhaal
Het is complete chaos op de SEH, dit omdat er in de buurt diverse SEH's gesloten zijn. Dr. Carter probeert toch het overzicht te houden zodat alle patiënten geholpen kunnen worden. 
Dr. Corday is weer terug in het ziekenhuis en haar collega's merken op dat zij killer is geworden naar de patiënten, zij krijgt zelfs dr. Weaver aan het huilen. 
Gallant werkt nu voor de afdeling psychiatrie en terwijl hij op de SEH werkt krijgt hij een patiënte onder zijn hoede die regelmatig de SEH bezoekt met vreemde klachten. 
Dr. Pratt krijgt een patiënt met een hartaanval, nadat dr. Kayson en dr. Carter hem dood hebben verklaard brengt hij hem miraculeus weer tot leven. Hoewel hij weer leeft zal hij voor altijd in coma blijven, dr. Kayson neemt dr. Pratt kwalijk dat hij hem weer tot leven heeft gewekt. 
Dr. Romano is ondertussen druk bezig met zijn revalidatie.

## Rolverdeling

### Hoofdrollen
- Noah Wyle - Dr. John Carter
- Laura Innes - Dr. Kerry Weaver
- Mekhi Phifer - Dr. Gregory Pratt
- Alex Kingston - Dr. Elizabeth Corday
- Paul McCrane - Dr. Robert Romano
- Goran Višnjić - Dr. Luka Kovac
- Sherry Stringfield - Dr. Susan Lewis
- Ming-Na - Dr. Jing-Mei Chen
- Sam Anderson - Dr. Jack Kayson
- Maura Tierney - verpleegster Abby Lockhart
- Laura Cerón - verpleegster Chuny Marquez
- Deezer D - verpleger Malik McGrath
- Yvette Freeman - verpleegster Haleh Adams
- Dinah Lenney - verpleegster Shirley
- Montae Russell - ambulancemedewerker Dwight Zadro
- Lyn Alicia Henderson - ambulancemedewerker Pamela Olbes
- Michelle Bonilla - ambulancemedewerker Christine Harms
- Brian Lester - ambulancemedewerker Brian Dumar
- Emily Wagner - ambulancemedewerker Doris Pickman
- Sharif Atkins - Michael Gallant
- Leslie Bibb - Erin Harkins
- Troy Evans - Frank Martin
- Kristin Minter - Randi Fronczak
- Demetrius Navarro - Morales

### Gastrollen (selectie)
- Robert Bailey Jr. - Pete Royson
- Oren Williams - Derrick Royston
- Michele Shay - Mrs. Royston
- Rif Hutton - Mr. Royston
- Diane Delano - Stella Willis
- Jenna Leigh Green - Tammy Gribbs
- Marc McClure - Paul Huffner
- Amaury Nolasco - Ricky
- Onahoua Rodriguez - Alma
- Marcello Thedford - Leon
- Peggy Mannix - Mrs. Breeland